# Vitré, Ille-et-Vilaine
Vitré (bretonsko Gwitreg) je naselje in občina v severozahodnem francoskem departmaju Ille-et-Vilaine regije Bretanje. Leta 2009 je naselje imelo 16.712 prebivalcev.
"Če ne bi bil francoski kralj, bi bil rad meščan Vitréja!" Henrik IV., navdušen nad mestnim bogastvom, 1598.

## Geografija
Naselje leži v pokrajini Bretaniji ob reki Vilaine, 43 km vzhodno od Rennesa.

## Uprava
Vitré je sedež dveh kantonov:
- Kanton Vitré-vzhod (del občine Vitré, občine Balazé, Bréal-sous-Vitré, La Chapelle-Erbrée, Châtillon-en-Vendelais, Erbrée, Mondevert, Montautour, Princé in Saint-M'Hervé: 21.980 prebivalcev),
- Kanton Vitré-zahod (del občine Vitré, občine Champeaux, Cornillé, Landavran, Marpiré, Mecé, Montreuil-des-Landes, Montreuil-sous-Pérouse, Pocé-les-Bois, Saint-Aubin-des-Landes, Saint-Christophe-des-Bois, Taillis in Val-d'Izé: 14.181 prebivalcev).

Oba kantona, Vitré-vzhod in Vitré-zahod, sta sestavna dela okrožja Fougères-Vitré.

## Zanimivosti
Vitré je na seznamu francoskih umetnostno-zgodovinskih mest.
- srednjeveška trdnjava Château de Vitré, prvotno iz 11. stoletja, zgrajena na mestu njene lesene predhodnice, francoski zgodovinski spomenik,
- renesančni grad Château des Rochers-Sévigné,
- gotsko-renesančna cerkev Notre-Dame de Vitré iz 15. in 16. stoletja, naslednica cerkve iz 11. stoletja, del nekdanjega benediktinskega samostana, zgodovinski spomenik,
- stolp sv. Martina - ostanek nekdanje cerkve iz 15. stoletja,
- neoromanska cerkev sv. Martina iz 19. stoletja,
- cerkev sv. Križa, iz 16. stoletja,
- nekdanji avguštinski samostan iz leta 1620,
- kapela - muzej sv. Nikolaja iz 15. stoletja,
- dvorec Hôtel Sévigné-Nétumières iz 18. stoletja,
- mestni park.

## Pobratena mesta
- Djenné (Mali),
- Greece (New York, ZDA),
- Helmstedt (Spodnja Saška, Nemčija),
- Lymington (Anglija, Združeno kraljestvo),
- Środa Wielkopolska (Velikopoljsko vojvodstvo, Poljska),
- Tălmaciu (Transilvanija, Romunija),
- Terrebonne (Québec, Kanada),
- Villajoyosa (Valencia, Španija).